# Bodiluddelingen 2007
Bodiluddelingen 2007 blev afholdt den 25. februar 2007 i Imperial i København og markerede den 60. gang at Bodilprisen blev uddelt.
Pernille Fischer Christensens spillefilmsdebut En soap vandt prisen for bedste danske film, mens prisen for bedste kvindelige hovedrolle for andet år i træk gik til Trine Dyrholm, hvilket samtidig blev tredje år i træk hun modtog en Bodil-pris. Med denne Bodil er Dyrholm sammen med Ghita Nørby de eneste til at have modtaget fire Bodil-priser. Nicolas Bro modtog for andet år i træk også en Bodil-pris, da han modtog prisen for bedste mandlige hovedrolle for sin præstation i Offscreen. Stine Fischer Christensen, lillesøster til Pernille Fischer Christensen, modtog prisen for bedste kvindelige birolle for hendes spillefilmsdebut i Susanne Biers Efter brylluppet. Prisen for bedste fotograf gik til Jørgen Johansson for hans arbejde på film som Bænken (2000), Italiensk for begyndere (2000), En kærlighedshistorie (2001), Nordkraft (2005) og senest Prag (2006).
Uddelingens Æres-Bodil blev tildelt skuespiller Helle Virkner for sin flotte film- og teaterkarriere, hvor hun medvirkede i film og serier som Huset på Christianshavn, Matador, Poeten og lillemor og spillede hos Cirkusrevyen, ABC Teatret og Folketeatret. Hun modtog ligeledes Bodilprisen for bedste kvindelige hovedrolle i Den kære familie i 1964.

## Vindere
| Bedste mandlige hovedrolle | Bedste kvindelige hovedrolle |
| --- | --- |
| - Nicolas Bro for Offscreen - David Dencik for En soap - Janus Dissing Rathke for Drømmen - Mads Mikkelsen for Prag - Rolf Lassgård for Efter brylluppet                                                                             | - Trine Dyrholm for En soap - Laura Christensen, Stephanie Leon og Julie Ølgaard for Råzone - Lene Maria Christensen for Fidibus - Sidse Babett Knudsen for Efter brylluppet - Stine Stengade for Prag     |
| Bedste mandlige birolle | Bedste kvindelige birolle |
| - Bent Mejding for Drømmen - Fridrik Tor Fridriksson for Direktøren for det hele - Jens Jørn Spottag for Drømmen | - Stine Fischer Christensen for Efter brylluppet - Bodil Jørgensen for Der var engang en dreng - Mia Lyhne for Direktøren for det hele - Mette Riber Christoffersen for Råzone - Sofie Stougaard for Lotto |
| Bedste danske film | Bedste amerikanske film |
| - En Soap af Pernille Fischer Christensen - Drømmen af Niels Arden Oplev - Efter brylluppet af Susanne Bier - Prag af Ole Christian Madsen - Råzone af Christian E. Christiansen                                                     | - Babel af Alejandro González Iñárritu - A Prairie Home Companion af Robert Altman - Capote af Bennett Miller - The Departed af Martin Scorsese - United 93 af Paul Greengrass                             |
| Bedste ikke-amerikanske film | Bedste dokumentarfilm |
| - De andres liv af Florian Henckel von Donnersmarck (Tyskland) - Barnet af Jean-Pierre og Luc Dardenne (Belgien) - The Queen af Stephen Frears (England) - Skjult af Michael Haneke (Frankrig) - Volver af Pedro Almodóvar (Spanien) | - Gasolin’ af Anders Østergaard |

## Øvrige priser

### Æres-Bodil
- Helle Virkner

### Bedste fotograf
- Jørgen Johansson for hans arbejde på film som Bænken (2000), Italiensk for begyndere (2000), En kærlighedshistorie (2001), Nordkraft (2005) og senest Prag (2006).